# Raffaellia sidneyi
Raffaellia sidneyi är en stekelart som beskrevs av Girault 1922. Raffaellia sidneyi ingår i släktet Raffaellia och familjen sköldlussteklar. Inga underarter finns listade i Catalogue of Life.